# Miquel Ferrer i Bauçà
Miquel Ferrer i Bauçà (Palma, 1770-1857), frare trinitari, escriptor i periodista.
El 1785 va ser becat pel seminari conciliar i, el 1790, ingressà a l'orde dels trinitaris i professà en el convent del Sant Esperit, de Palma. Estudià humanitats i teologia a la Universitat Literària de Mallorca i en fou catedràtic de filosofia lul·lista (1795-1816). El 1809 fundà la Congregació de les Germanes Terciàries Trinitàries de Felanitx. Autor de caràcter exaltat i polèmic en defensa de l'absolutisme més intransigent, els seus escrits satírics són autèntics exabruptes plens d'imprecacions i tengueren una gran difusió manuscrita o impresa, en especial durant el temps de la Constitució de Cadis (1812).
Fundà i redactà, gairebé en solitari, el Diari de Buja (1812), continuat per la Lluna Patriòtica Mallorquina (1813) i el Nou Diari de Buja (1813), per lluitar contra les idees liberals, sobretot de l'Aurora Patriótica Mallorquina. També va publicar una gran quantitat de libels, sovint en forma anònima. Com a conseqüència d'aquesta activitat, el 1814, restaurat l'absolutisme, va ser passejat en triomf pel poble i ell mateix organitzà una cremadissa d'escrits liberals.
Arran de la publicació (1822) de l'opuscle anticonstitucional Espiritu y bondad, pero mal uso de la Constitución, fou tancat a Bellver, deportat a Eivissa i al Pilar de la Mola de Formentera. Amb la nova abolició de la Constitució recobrà la llibertat i tornà a Mallorca, on fundà (1826) la Congregació de Trinitaris de Mallorca. Quan es produí l'exclaustració dels religiosos terciaris (1835), es va retirar a sa Vileta on va fer construir l'església actual.
Autor prolífic, Joaquim Maria Bover li atribueix 65 obres, redactades en català, castellà i llatí, algunes molt voluminoses. Hi ha obres filosòfiques i teològiques, relacionades amb la seva activitat docent, obres pietoses i devocionaris populars. Publicà diversos Novenaris i Trisagis i obres com Evangelis des diumenges i festes en què no se pot trebaiar (1847) o les Persuasions an es moribundos, perquè se conformen en sa voluntat de Déu. En aquestes obres pretén divulgar en un to planer principis religiosos entre la gent més illetrada. La seva literatura, d'acord amb les circumstàncies en què es va produir, és instintiva, caòtica, d'una sintaxi gairebé indesxifrable en molts de passatges. Al mateix temps, sense cap pretensió culta, reflecteix la riquesa lèxica i paremiològica de la llengua col·loquial de la Mallorca de la seva època.